# Danh sách giải thưởng của Backstreet Boys
Là một trong những nhóm nhạc có đĩa đơn bán chạy nhất trên toàn thế giới, Backstreet Boys đã nhận được nhiều giải thưởng và chứng nhận cho thành công của họ với nền công nghiệp âm nhạc trên toàn thế giới.
Dưới đây là danh sách một số giải thưởng, kỷ lục và thành tích của nhóm nhạc Backstreet Boys.

## 1995
- Smash Hits Awards
  - Chuyến lưu diễn của nghệ sĩ mới xuất sắc nhất[1]

## 1996
- Viva Comet Awards
  - Nghệ sĩ mới xuất sắc nhất[2]
- MTV Europe Music Awards
  - Được chọn: "Get Down (You're the One For Me)"[3]

## 1997
- Viva Comet Awards
  - Nghệ sĩ mới xuất sắc nhất [2]
- MTV Europe Music Awards
  - Được chọn: "As Long As You Love Me"[3]
- Diamond Award (Canada)
  - Backstreet Boys được chứng nhận album kim cương tại Canada (1,000,000 bản bán ra)[4]

## 1998
- World Music Awards
  - Nghệ sĩ nhạc Dance bán chạy đĩa đơn nhấtt[5]
- MTV Video Music Awards
  - Video của nhóm nhạc xuất sắc nhất[6]
- MuchMusic Video Awards
  - Nhóm nhạc quốc tế được yêu thích[7]
- Smash Hits Poll Winners Awards
  - Nghệ sĩ quốc tế xuất sắc nhất[8]
- ECHO awards
  - Nhóm nhạc quốc tế xuất sắc nhất[9]
- Viva Comet Awards
  - Nghệ sĩ mới xuất sắc nhất [2]
- Diamond Award (Canada)
  - Backstreet's Back được chứng nhận album kim cương tại Canada (1,000,000 bản bán ra)[4]

## 1999
- MuchMusic Video Awards
  - Nhóm nhạc quốc tế được yêu thích[10]
- MTV Europe Music Awards
  - Nhóm nhạc xuất sắc nhất[3]
- MTV Video Music Awards
  - Khán giả bầu chọn: "I Want It That Way" [11]
- Smash Hits Poll Winners Awards
  - Ban nhạc pop xuất sắc nhất hành tinh[12]
  - Nhóm nhạc quốc tế xuất sắc nhất[12]
  - Đĩa đơn xuất sắc nhất năm 1999: "I Want It That Way"[12]
  - Album xuất sắc nhất năm 1999: "Millennium"[12]
  - Video nhạc pop xuất sắc nhất: "Larger Than Life"[12]
- Teen Choice Awards
  - Video âm nhạc của năm: "All I Have To Give"[5]
- Viva Comet Awards
  - Giải sao chổi [2]
- Diamond Award (U.S.)
  - Backstreet Boys được chứng nhận là album kim cương tại Mỹ (10,000,000 bản bán ra)[13]
  - Millennium được chứng nhận album kim cương tại Mỹ(10,000,000 bản bán ra)[13]
- Diamond Awards (Canada)
  - Millennium được chứng nhận album kim cương tại in Canada (1,000,000 bản bán ra).[4]

## 2000
- American Music Awards
  - Ban nhạc, song ca hoặc nhóm nhạc Pop/Rock được yêu thích[14]
- Juno Award
  - Album bán chạy nhất (trong hoặc ngoài nước):[5]
- MTV Europe Music Awards
  - Nhóm nhạc xuất sắc nhất[3]
- People's Choice Awards
  - Nhóm nhạc được yêu thích [5]
- Teen Choice Awards
  - Album được bầu chọn: "Millenium"[15]
- World Music Awards
  - Nhóm nhạc Mỹ bán chạy đĩa đơn nhất trên thế giới[5]
  - Nhóm nhạc pop bán chạy đĩa đơn nhất trên thế giới[5]
  - Nhóm nhạc R&B án chạy đĩa đơn nhất trên thế giới[5]
  - Nghệ sĩ nhạc Dance bán chạy đĩa đơn nhất trên thế giới[5]

## 2001
- American Music Awards
  - Favorite Pop/Rock Band, Duo or Group[16]

## 2002
- RIAJ
  - 17th Japan Gold Disc Award 2002[17]

## 2006
- MTV Asia Awards
  - Favourite Pop Act[18]

## 2008
- StarShine Magazine Music Choice Awards[19]
  - Shining Star Award: Lifetime Achievement
  - Artist of the Year
  - Favorite Group/Band
  - Best Live Show
  - Album of the Year: "Unbreakable"
  - Song of the Year: "Inconsolable"
  - Best Ballad: "Inconsolable"

## 2010
- Japan Gold Disc Award
  - International Song of the Year: "Straight Through My Heart" [20]
- Starshine Music Award 2010[21]
  - Best Dance Song – "Straight Through My Heart"
  - Best Pop Song – "Bigger"
  - Favorite Band/Group - Backstreet Boys
  - Best Live Show - Backstreet Boys
  - Song Of The Year – "Straight Through My Heart"
  - Album Of The Year - "This Is Us"
  - Artist Of The Year - Backstreet Boys